# Scheibe SF 36
Die SF 36 ist ein Motorsegler der Firma Scheibe-Flugzeugbau GmbH. Sie ist ein doppelsitziger Schulungs- und Leistungsmotorsegler in GFK-Bauweise mit nebeneinanderliegenden Sitzen.

## Geschichte
Der Motorsegler wurde als GFK-Nachfolger des SF 25 geplant.
Bis zum Ende der Firma wurden nur insgesamt sieben Stück gefertigt; im Konkurrenzkampf um Kunststoffmotorsegler und -Segelflugzeuge konnte die auf Gemischtbauweise eingerichtete Firma Scheibe mit der SF 36 nicht gegen die Konkurrenzfirmen Grob und Hoffmann (später Diamond Aircraft) mit den Mustern G 109 A und Dimona bestehen. 2010 übernahm die Firma Scheibe Aircraft in Heubach die Musterbetreuung und Rechte an der SF 36 von der ehemaligen Firma Scheibe-Flugzeugbau in Dachau. Eine Wiederaufnahme der Produktion wird erwogen.

## Konstruktion
Die SF 36 ist ein freitragender Tiefdecker mit zweiteiligem Tragflügel, Bremsklappen auf der Flügeloberseite und gedämpftem Kreuzleitwerk. Das Hauptfahrwerk besteht wahlweise aus einem gefederten bremsbaren, starren oder einziehbaren Zentralrad oder einem gefederten Zweibeinfahrwerk mit Einzelradbremsen.

### Motorisierung
Ausgeliefert wurde die SF 36 mit einem Limbach-Motor. Zwei Exemplare wurden nachträglich umgerüstet auf einen Motor der Firma Rotax (SF 36 R).

### Flugeigenschaften
Die Flugeigenschaften der SF 36 unterscheiden sich grundsätzlich von jenen der SF 25, was sich hauptsächlich durch die Konzeption als GFK-Flugzeug erklärt. Es werden mit einem Verstellpropeller Reisegeschwindigkeiten bis über 200 km/h erreicht. Die Anfluggeschwindigkeit liegt bei 105 km/h. Die SF 36 zeichnet sich durch eine harmonische Ruderabstimmung und wendiges Flugverhalten aus.

## Nutzung
Im Vereinsrahmen wird sie in Deutschland für Schul-, Segel- und Überlandflüge eingesetzt.

## Technische Daten
| Kenngröße             | Daten                          |
| --------------------- | ------------------------------ |
| Besatzung             | 1                              |
| Passagiere            | 1                              |
| Länge                 | 7,18 m                         |
| Spannweite            | 16,38 m                        |
| Höhe                  | 1,58 m                         |
| Flügelfläche          | 15,60 m²                       |
| Flügelstreckung       | 17,33                          |
| Gleitzahl             | 29                             |
| Geringstes Sinken     | 0,92 m/s bei 100 km/h          |
| Nutzlast              | ca. 185 kg                     |
| Leermasse             | 515 kg                         |
| Startmasse            | 715 kg (z. T. um 10 kg erhöht) |
| Reisegeschwindigkeit  | 160–195 km/h                   |
| Höchstgeschwindigkeit | 230 km/h                       |
| Dienstgipfelhöhe      | 5000 m                         |
| Reichweite            | 650 km                         |
| Triebwerk             | ein Vierzylinder-Boxermotor    |